# 大垣市墨俣さくら会館
大垣市墨俣さくら会館（おおがきしすのまたさくらかいかん）は、岐阜県大垣市墨俣町にある公共施設。

## 概要
- 旧・安八郡墨俣町が町制100周年を記念し建設した多目的施設である。1993年（平成5年）8月着工[2]。1994年（平成6年）11月3日開館[1][2]。2006年（平成18年）3月27日に墨俣町が大垣市に編入されるに伴い、大垣市の施設となる。
- 本館は地上3階であり、大垣市立墨俣図書館、文化ホール、体育ホールなどがある。分館は大垣市墨俣地域事務所1階であり、墨俣町が大垣市に編入されたさい、旧・墨俣町役場（現・大垣市墨俣地域事務所）の1階の施設を転用した。

## 施設

### 本館
2階
- 墨俣図書館
- 研修室
- 展示ロビー

1階
- 文化ホール（観客席300席）
- 体育ホール
  - トレーニングジム
  - サウナ

### 分館
大垣市墨俣地域事務所1階
- 大会議室
- 集会室
- 和室

## 開館時間
- 9時～21時　
  - 休館日は月曜日（その日が国民の祝日に当たるときは、その翌日）、国民の祝日の翌日（その日が日曜日に当たるときはその翌々日とし、その日が月曜日に当たるときはその翌日、その日が土曜日に当たるときはその翌週の火曜日）、年末年始（12月29日から1月3日）。

## 交通アクセス
- 名阪近鉄バス岐垣線「墨俣」バス停より徒歩約6分。
  - 大垣駅（大垣駅前バスのりば）より「岐阜聖徳学園大学」行き。
- 岐阜バスおぶさ墨俣線「墨俣」バス停より徒歩6分。
  - 岐阜駅（JR岐阜駅バスターミナル）、名鉄岐阜駅（名鉄岐阜のりば）より【W65】「墨俣」行き。

## 周辺
- 大垣市墨俣地域事務所
- 岐阜県立大垣桜高等学校
- 大垣市立墨俣小学校
- 墨俣郵便局